# Emoia longicauda
Emoia longicauda este o specie de șopârle din genul Emoia, familia Scincidae, descrisă de Macleay 1877. Conform Catalogue of Life specia Emoia longicauda nu are subspecii cunoscute.